# Sky Ferreira
Sky Ferreira, née le 8 juillet 1992, est une chanteuse, auteur-compositeur, mannequin et actrice américaine.

## Biographie

### Jeunesse
Durant son enfance, Sky Ferreira chante du gospel dans les églises de sa ville natale, Los Angeles. Sa famille a des origines portugaises, brésiliennes et amérindiennes. Âgée de treize ans, elle commence à prendre des cours de chant pour affiner sa voix. Avant son quinzième anniversaire, elle attire l'attention des producteurs suédois Bloodshy & Avant en leur envoyant un message sur le réseau social Myspace. Impressionnés, ils décident par la suite de travailler avec elle.

### Carrière
Après avoir signé un contrat avec le label Parlophone en juillet 2009, Sky Ferreira apparaît dans le clip de la chanson Pop the Glock de la chanteuse Uffie et dans le film Putty Hill dirigé par Matthew Porterfield. En juin 2010, Ferreira pose en couverture du magazine Jalouse après avoir fait celles de Dazed & Confused et Interview.
Elle commence alors à écrire les titres qui doivent figurer sur son premier album.
Après la sortie de ses premiers singles, One et Obsession, un communiqué de presse annonce la sortie de l'album pour janvier 2011. Celle-ci étant finalement retardée, le label Capitol Records édite le single Sex Rules et un EP intitulé As If! durant le mois de mars. Sky Ferreira apparaît dans une campagne publicitaire pour le parfum CK One de Calvin Klein, et en couverture de l'édition printemps/été du magazine Vs..
En août 2014, elle poste sur Instagram une photo d'elle avec le slogan Don’t shoot, afin d'apporter son soutien aux manifestations qui font suite à l'affaire Michael Brown, la mort d'un jeune afro-américain tué par un policier blanc à Ferguson (Missouri).

## Discographie

### Albums studio
- 2013 : Night Time, My Time ( Capitol Records /  Polydor)Édition standard

1. Boys
2. Ain't Your Right
3. 24 Hours
4. Nobody Asked Me (If I Was Okay)
5. I Blame Myself
6. Omanko
7. You're Not The One
8. Heavy Metal Heart
9. Kristine
10. I Will
11. Love in Stereo
12. Night Time, My Time

Édition internationale (pistes bonus)
1. Everything Is Embarrassing
2. Everything Is Embarrassing (remix de Unknown Mortal Orchestra)

Édition limitée (pistes bonus)
1. Sad Dream
2. Lost in my Bedroom
3. Ghost
4. Red Lips
5. Everything Is Embarrassing

### EPs
- 2011 : As If! (en)
- 2012 : Ghost (en)
- 2013 : Night Time, My Time: B-Sides Part 1

### Singles
- 2010 : One (en)
- 2010 : 17
- 2010 : Obsession (en)
- 2011 : Sex Rules (en)
- 2011 : Traces
- 2012 : Red Lips (en)
- 2012 : Everything Is Embarrassing (en)
- 2012 : Sad Dream
- 2013 : Black (feat. G-Dragon)
- 2013 : You're Not the One (en)
- 2014 : I Blame Myself
- 2019 : Downhill Lullaby (en)
- 2022 : Don't Forget

## Filmographie

### Cinéma
- 2011 : Putty Hill de Matthew Porterfield : Jenny
- 2013 : IRL : Angel
- 2013 : Mademoiselle C. de Fabien Constant : elle-même
- 2013 : The Green Inferno d'Eli Roth : Kaycee
- 2016 : Elvis and Nixon de Liza Johnson : Charlotte
- 2017 : Baby Driver d'Edgar Wright : la mère de Baby
- 2018 : Lords Of Chaos de Jonas Åkerlund : Ann-Marit
- 2018 : American Woman de Jake Scott : Bridget Callahan
- 2023 : Reptile de Grant Singer : Renee

### Télévision
- 2017 : Twin Peaks de David Lynch : Ella (saison 3)
- 2020 : The Twilight Zone : La quatrième dimension